# Tawananna (figlia di Burnaburiash II)
Tawananna (1360 a.C. ca. – post 1310 a.C.) principessa babilonese il cui nome originario, per anni erroneamente interpretato come Malnigal, non ci è noto, fu una regina ittita vissuta nella seconda metà del XIV secolo a.C., seconda sposa reale del re Šuppiluliuma I.

## Biografia
Figlia del re Burnaburiash II, fu data in sposa al re ittita Šuppiluliuma I nel quadro di un nuovo impulso ai rapporti diplomatici tra i due stati, attorno al 1340 a.C.. Šuppiluliuma stava progettando l'invasione del regno di Mitanni ed aveva necessità della neutralità, se non dell'appoggio, del vicino babilonese; d'altra parte, Burnaburiash, preoccupato dalla crescita assira, vedeva di buon occhio un'alleanza con un regno come quello ittita che, dopo anni di declino, stava tornando alla ribalta.
La poligamia era normale tra gli Ittiti ed in un primo momento Šuppiluliuma, già sposato da anni con la regina Henti, madre dei suoi cinque figli, sposò la principessa quale seconda consorte; sono infatti giunti a noi molti sigilli di Tawananna che  riportano l'appellativo di Grande Principessa di Babilonia, il che attesta che in quel periodo Henti era in vita e rivestiva il ruolo di "Grande Regina".
Sul finire del regno di Šuppiluliuma, forse attorno al 1330, troviamo però associato al sigillo del re quello di Tawananna con l'appellativo di Regina Regnante: la maggior parte degli studiosi, basandosi su un testo posteriore, ipotizza che Šuppiluliuma abbia divorziato da Henti, allontanandola da corte ed esiliandola ad Ahhiyawa.
Nella lista delle regine ittite, infatti, il nome di Tawananna segue quello di Henti.
La sposa babilonese di Šuppiluliuma ascese dunque al rango di regina con il nome ittita di Tawananna, che si ricollegava alla prima regina ancestrale di questo popolo, tanto da essere considerato oltre che un nome proprio anche un titolo onorifico.
Fu osteggiata durante il regno del marito dai figli di lui, che mal sopportavano gli usi babilonesi che aveva introdotto a corte, giudicati troppo liberi e che probabilmente avevano dell'acredine nei suoi confronti per aver rimpiazzato la madre.
Mantenne comunque il ruolo anche dopo la morte di Šuppiluliuma (1322), come era tradizione, sia sotto il breve regno del figlio Arnuwanda II sia del successivo erede, suo fratello minore Muršili II, nonostante questi fosse sposato con Gassulawiya. Il contrasto tra i due esplose quando in circostanze misteriose, nel 1312, Gassulawiya morì: Muršili accusò la matrigna di averla uccisa con la magia nera, la mise sotto processo e la fece condannare; nonostante il parere degli aruspici, che ne consigliavano la condanna a morte, il sovrano si limitò ad esiliarla, rimuovendola dall'incarico regale.
Non si ha notizia che Tawananna abbia dato progenie al consorte ed il trono, alla morte di Šuppiluliuma, fu pertanto ereditato dalla linea dinastica generata da Henti. Forse fu proprio questa mancanza di discendenti a salvarle la vita al momento del processo.